# Saint-Léonard-de-Portneuf
Saint-Léonard-de-Portneuf es un municipio canadiense situado en la provincia de Quebec.

## Superficie
Saint-Léonard-de-Portneuf tiene una superficie de 141,8 km².

## Demografía
En 2021, tenía 1140 habitantes, una densidad poblacional de 8 hab./km², y 659 viviendas.